# 이세티강

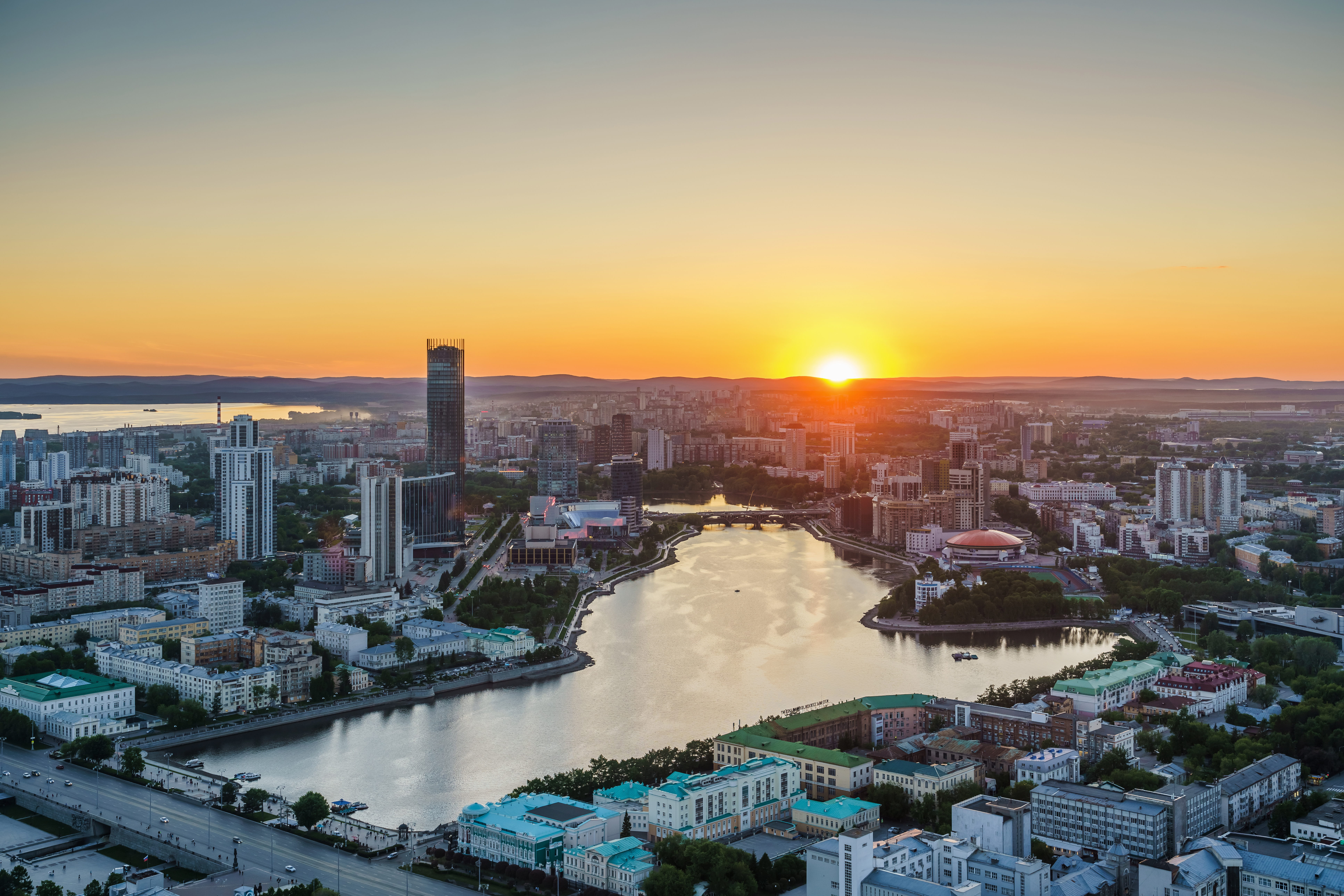
예카테린부르크에서 본 이세티강

이세티강(러시아어: Исеть река)는 우랄산맥이 발원지인 강으로, 토볼강으로 흘러서 들어간다.
유역의 길이는 606 km이고, 유역면적은 5만 8,900 km&2이다.
미아스강, 테차강, 시나라강이 이세티강의 지류이다.
이세티강이 통과해서 흘러가는 도시는 예카테린부르크, 아라밀, 카멘스크우랄스키, 카타이스크, 달마토보, 샤드린스크이다.